# Ruta 3 (Uruguai)
A Ruta 3 (também designada como Ruta General José Gervasio Artigas) é uma rodovia do Uruguai que liga a Ruta 1 a Bella Unión, passando pelos departamentos de San José, Flores, Soriano, Río Negro, Paysandú, Salto e Artigas. Foi nomeada pela lei 14361, de 17 de abril de 1975, em homenagem ao General José Artigas, herói nacional do país. O final de seu trajeto está conectado à BR-472, no Brasil, através da Ponte Internacional Bella Unión - Barra do Quaraí.